# おおぐま座BE星
おおぐま座BE星（BE Ursae Majoris、BE UMa）は、おおぐま座の方角、地球からおよそ7,000光年の距離にある食変光星である。

## 発見
1964年、シュテルンベルク天文研究所の写真星図の研究から、変光星であることが発見された。発見された当初は、脈動変光星だと考えられていた。
変光周期は早い段階で2.29日と精度良く推定されたが、スペクトルの異常さから連星という星系の描像が先に成立し、食連星であることはその後発見された。

## 特徴

### 星系
スペクトルは激変星に似た特徴を持ち、変光周期に従って、輝線が目立つスペクトル、紫外線が異常に強い連続光スペクトル、吸収線が目立つスペクトル、と大きく変化していた。そのことから、当初は主星が高温の白色矮星の連星系であると予想されたが、降着円盤の存在を示す特徴がみられず、激変星とは異なると考えられた。
その後、詳細な測光観測によって食が発見され、光度曲線から星の大きさを推定したところ、高温の主星は準矮星と考えられるに至った。
おおぐま座BE星は、O型準矮星またはDAO型白色矮星への遷移段階にある主星と、K型星の伴星からなる連星系と考えられている。主星の表面は10万Kを超える高温で、主星からの強い紫外線が、伴星の片側に照射されることで、可視光で独特のスペクトル成分を形成している。また、おおぐま座BE星は共通外層段階を終えたところで、激変星へと進化する前の段階にあると考えられる。

### 星雲
おおぐま座BE星の周囲には、見かけの大きさ4分程度の星雲が発見されている。この星雲は、点対称または軸対象に近い形状で、バルマー線や2階電離酸素の禁制線でみえることから、惑星状星雲と考えられ、おおぐま座BE星は惑星状星雲核にも分類されている。